# شهروند تام پین
شهروند تام پین (به انگلیسی: Citizen Tom Paine) نام رمانی است که توسط هاوارد فاست، نویسندهٔ اهل ایالات متحده آمریکا نوشته شده‌است.